# Gideões Internacionais
Gideões Internacionais é uma organização cristã evangélica, sem fins lucrativos, formada por homens de negócio e profissionais cristãos, que se dedica na distribuição de edições de Bíblias nos hotéis, motéis, escolas, hospitais, repartições públicas civis e militares, presídios, escritórios de advocacia e consultórios médicos, aeronaves e navios.

## História

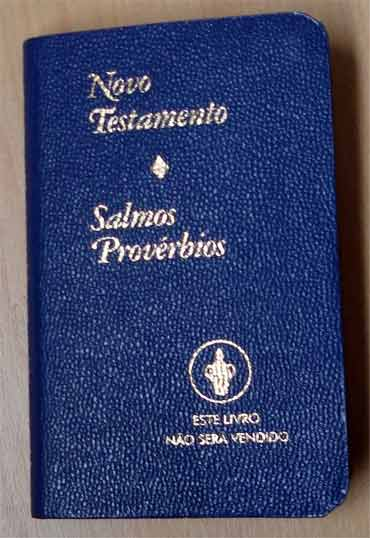
Novo Testamento de Bolso

Em 1898, Samuel E. Hill e John H. Nicholson, foram dois empresários que ficam em um hotel e discutem as necessidades de incentivo durante as viagens. No ano seguinte, eles se reencontram, desta vez com William J. Knights. Juntos, eles fundaram a associação em  Janesville em Wisconsin, Estados Unidos, em 1899. Em 1908 iniciou a distribuição gratuita nos hotéis.   Em 2015, em todo o mundo, a associação distribuiu mais de 2 bilhões de cópias da Bíblia em mais de 200 países em todo o mundo. Em 2022, teria 269.500 membros em 200 países e territórios.

## Distribuições
- Distribuição Total de Novos Testamentos no Mundo mais de 2 bilhões[6]
- Distribuição de Novos Testamentos no Brasil (desde 1958)  193.539.490
- Distribuição Anual de Novos Testamentos no mundo 87.347.267
- Distribuição Anual de Novos Testamentos no Brasil 6.850.432